# Maoling-Mausoleum

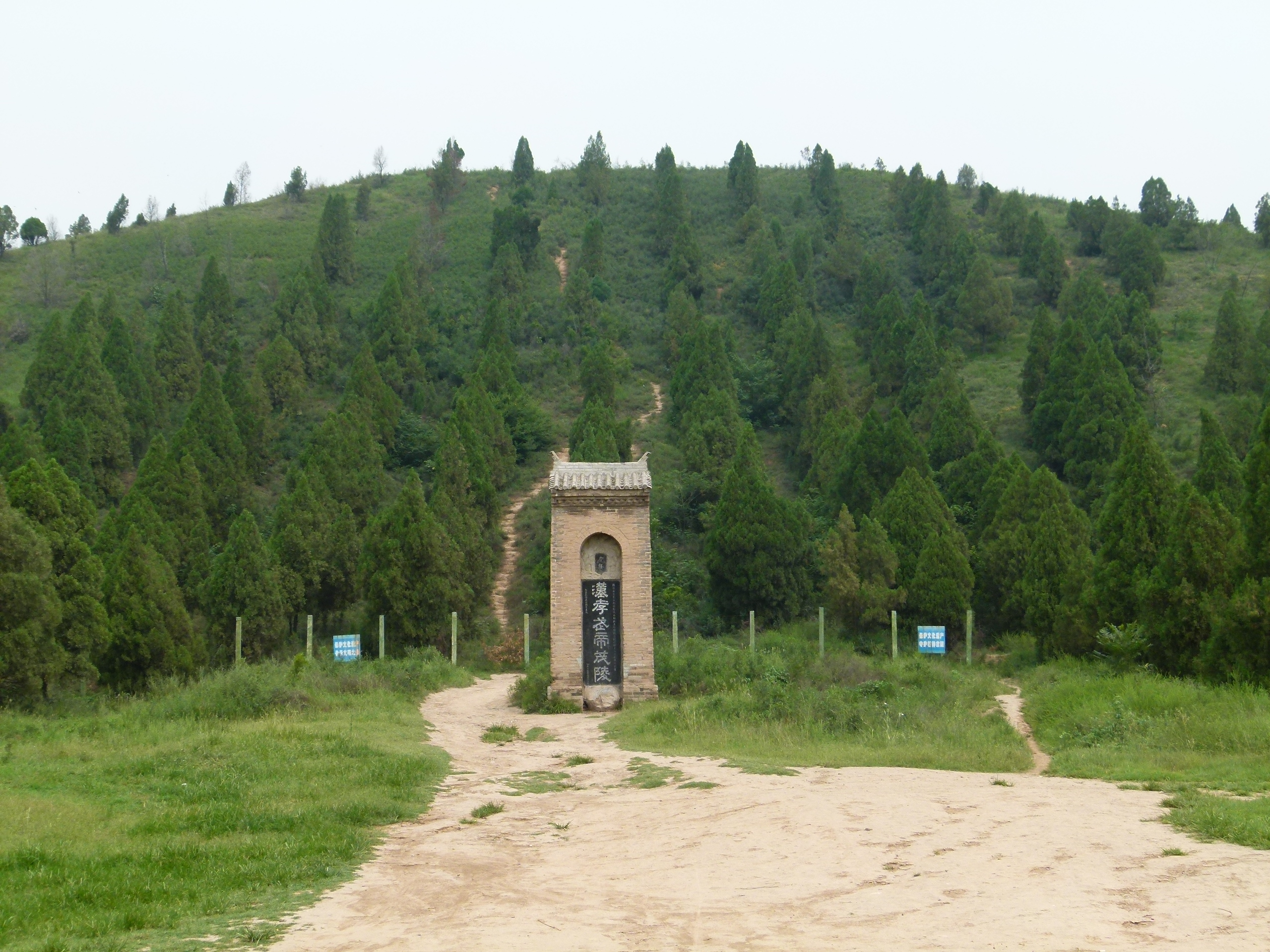
Das Grab des Kaisers

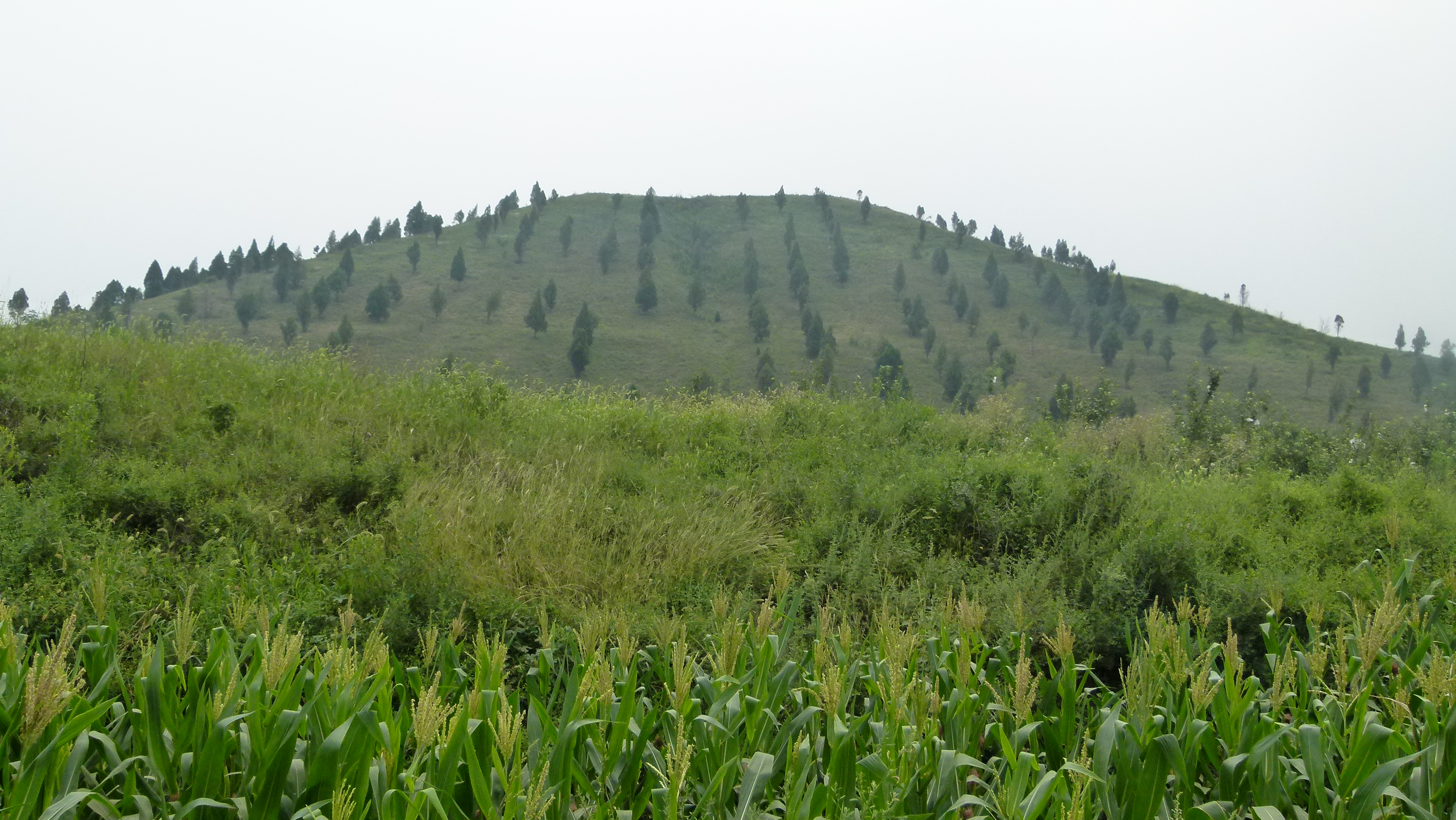
Grab der Kaiserin

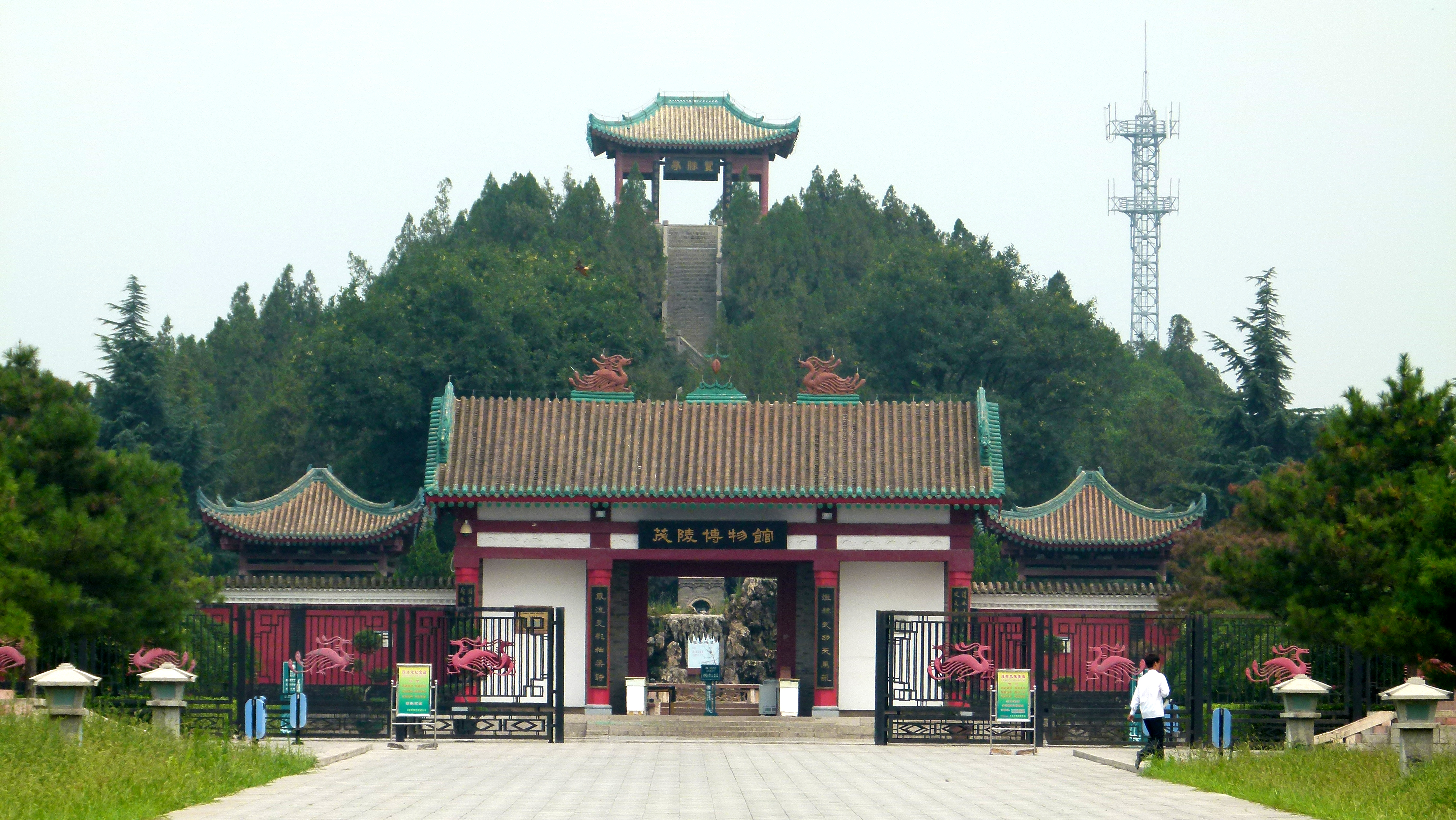
Grab des Generals Huo Qubing

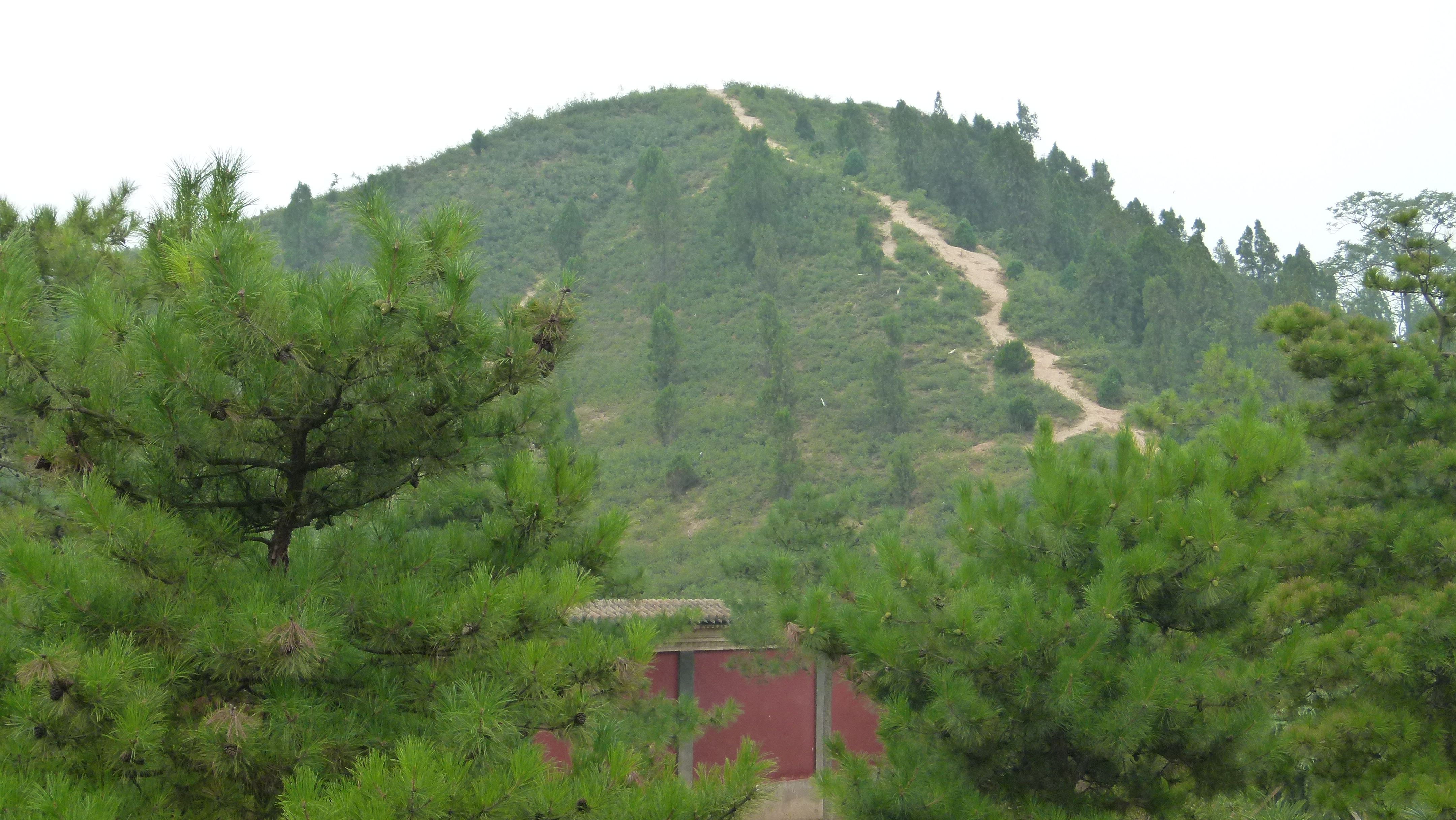
Grab des Generals Wei Qing

Das Maoling-Mausoleum (auch Maoling-Grab, chinesisch 茂陵, Pinyin Màolíng) ist das Grab des Han-Kaisers Wu (Hàn Wǔdì 汉武帝), der in der Westlichen Han-Dynastie von 141-87 v. Chr. regierte. Es ist das größte der „Fünf Mausoleen“ (wǔlíng 五陵) der Westlichen Han-Dynastie (Xi Han wuling 西汉五陵) und wird auch als „Pyramide des Ostens“ (东方金字塔) bezeichnet.
Das Grab liegt 40 km entfernt von der Provinzhauptstadt Xi’an beim Dorf Maoling, Ortschaft Nanwei, im Nordosten der heutigen Stadt Xingping (兴平市) auf dem Gebiet der bezirksfreien Stadt Xianyang der Provinz Shaanxi in der Volksrepublik China.
Der Bau der Grabanlage begann im Jahr 139 v. Chr. und dauerte 53 Jahre. Die das Grab umgebende Mauer umfasst eine nahezu quadratische Grundfläche. Die Ost-West-Ausdehnung beträgt 431 m und die Nord-Süd-Ausdehnung 415 m. Die Mauer ist 5,8 Meter dick. In der Mitte eines jeden Mauerabschnitts befindet sich ein Tor. Das Grab selbst hat die Form einer stumpfen Pyramide mit einer Höhe von 46,5 m und einer größten Ausdehnung am Sockel von 240 m. Nach historischen Überlieferungen soll der Kaiser ein Drittel der Steuereinnahmen für den Bau der Grabstätte und deren Beigaben, die heute im Maoling Museum ausgestellt sind, genutzt haben.
Rund um das Mausoleum befinden sich mehr als 20 weitere Gräber der Frauen und Konkubinen des Kaisers sowie der Minister. Zu diesen Nebengräbern gehören das Grab des Generals Huo Qubing, das Grab des Generals Wei Qing und das Grab von Jin Midi, die etwa einen Kilometer östlich vom Hauptgrab entfernt sind. Hier befindet sich auch das Maoling-Museum.
Das Maoling-Mausoleum steht seit 1961 auf der Liste der Denkmäler der Volksrepublik China (1-165).